# Asadipus phaleratus
Asadipus phaleratus är en spindelart som först beskrevs av Simon 1909.  Asadipus phaleratus ingår i släktet Asadipus och familjen Lamponidae. Inga underarter finns listade i Catalogue of Life.